# ノーベル科学賞
1. 「ノーベル化学賞」への誤字。
2. ノーベル化学賞、ノーベル物理学賞、ノーベル生理学・医学賞という3つのノーベル賞(自然科学部門)への呼称にも用いられる[1][2][3][4][5][6][7][8][9][10][11]。科学技術振興機構によると、ノーベル科学賞(ノーベル賞の自然科学3部門)における受賞者数はその国の科学力を表すものと受け止められている[5]。日本は1949年に初受賞（物理学賞）から2024年10月7日時点で25人の科学分野受賞者を輩出しており[12]、米国と英国に次ぐ世界で3番目の「ノーベル科学賞」の受賞者輩出国家である[4]。